# Gabriele Hirschbichlerová
Gabriele Hirschbichlerová (* 26. prosince 1983 Inzell) je německá rychlobruslařka.
Ve Světovém poháru debutovala roku 2005, světových šampionátů se pravidelně účastní od roku 2011. Startovala na Zimních olympijských hrách 2014 (500 m – 34. místo, 1000 m – 26. místo, 1500 m – 30. místo). V premiérovém sprinterském víceboji na Mistrovství Evropy 2017 byla devátá. Na ME 2018 získala bronzovou medaili ve stíhacím závodě družstev a v individuálních startech se třikrát umístila v první desítce. Zúčastnila se Zimních olympijských her 2018, kde v závodě na 1500 m skončila na 12. místě, na trati 1000 m se umístila na 15. příčce a ve stíhacím závodě družstev byla šestá.